# 栗红霸鹟
，是雀形目霸鹟科的一种鸟类，属于单型的栗红霸鹟属（学名：Neopipo）。
栗红霸鹟体重约7.7克，翼长约50.4毫米，喙宽度约3毫米，喙厚度约2.8毫米，嘴峰长约10.2毫米，跗蹠长约13.7毫米，尾长约34.8毫米。
栗红霸鹟是留鸟，栖息在森林，它们是食肉动物，主要以昆虫、蜘蛛等陆生无脊椎动物为食。

## 亚种
- Neopipo cinnamomea helenae，分布在委内瑞拉南部到圭亚那和巴西北部。
- Neopipo cinnamomea cinnamomea，分布在哥伦比亚东部至厄瓜多尔东部，秘鲁东部和巴西亚马逊州西部。[4]